# Ruth Achieng
Ruth Achieng é uma política de Uganda que serviu no 9º Parlamento (20011 - 2016) como Representante da Mulher do Distrito de Kole antes de perder no ciclo eleitoral de 2016. O nome dela foi retirado no último minuto e ela não foi avaliada pelo comitê de nomeações parlamentares, resultando no fato dela não ser empossada em 22 de junho de 2016.